# 5-я армия (Османская империя)
Эта статья о 5-й армии Османской империи, см. также 5-я армия
5-я армия (тур. 5. Ordu) — воинское формирование армии Османской империи.
5-я армия была сформирована 24 марта 1915 года во время Первой мировой войны. Основной задачей армии была защита Галлиполи и Дарданелл от войск Антанты. После формирования армии командующим был назначен глава немецкой военной миссии в Турции Лиман фон Сандерс. После начала Дарданелльской операции в состав армии входили 2 армейских корпуса. 3-й корпус защищал Галлиполи, а 15-й корпус защищал азиатский берег.
В итоге подразделения 5-й армии справились с главной задачей и не допустили захват союзниками проливов и полуострова Галлиполи. В 1918 году армия была расформирована.